# Ich weiß, heute Nacht werde ich träumen
Ich weiß, heute Nacht werde ich träumen (englischer Originaltitel By the River) ist eine Versnovelle des australischen Poeten und Autors Steven Herrick, die 2004 beim Verlag Allen & Unwin veröffentlicht wurde. Die deutsche Erstausgabe in der Übersetzung von Uwe-Michael Gutzschhahn erschien 2018 beim Thienemann Verlag.

## Inhalt
Die Brüder Harry und Keith Hodby wachsen gemeinsam mit ihrem Vater in einer kleinen australischen Stadt am Land auf. Die beiden Buben kochen, putzen und kümmern sich um ihren Vater, der häufig um ihre Mutter trauert, die gestorben ist, als Harry 7 Jahre alt war. Das Buch erzählt von den Ereignissen in der Schule, von den Menschen der Stadt am Fluss und den Streichen und Abenteuern der beiden Brüder. Harry ist in Linda Mahony verliebt, ein Mädchen aus seiner Schule, das jedoch bei einem Hochwasser ertrinkt, als Harry 14 ist. Auch für die um einige Jahre ältere Schulsekretärin Eve Spencer hegt Harry zärtliche Gefühle, die ein jähes Ende finden, als er sie beim Sex mit dem Frauenheld Wayne Barlow beobachtet und mittels Steinwurf interveniert. Bald darauf muss Miss Spencer die Stadt verlassen, als bekannt wird, dass sie schwanger ist. Als Harrys Vater bei einem Arbeitsunfall einen Finger verliert, küsst er seine beiden Söhne: Das hat er zum letzten Mal gemacht, als ihre Mutter gestorben ist. Harry denkt häufig darüber nach, die Stadt zu verlassen, doch alle, die gegangen sind, sind niemals zurückgekommen. Auch die Frage nach der Existenz Gottes beschäftigt den jungen Heranwachsenden. Er verbringt viel Zeit an Lindas Grab und findet schließlich heraus, dass noch jemand anderer aus seinem Umfeld um das ertrunkene Mädchen trauert.

## Rezeption
Bridget Haylock schreibt in ihrer Rezension: „Mit By the River hat Steven Herrick eine eindrucksvolle ‚Verse Novel‘ erschaffen, eine lange Erzähldichtung aus sieben Kapiteln, die mit einfachen Gedichten gefüllt sind, die meisten nicht länger als eine halbe Seite. Sie erzählen eine empfindsame Geschichte vom Erwachsenwerden. Herrick ist ein Meister dieser Literaturform, dessen Werke mehrmals für Preise des Children's Book Council of Australia nominiert waren.“ Renee Steinberg schreibt im School Library Journal: „Harry Hodby bringt seinen Lesern mit reicher, lebendiger Poesie seine abgelegene australische Stadt nahe. Er beschreibt die alltäglichen und einzigartigen Dinge des täglichen Lebens und die Schrulligkeit der Stadtbewohner und vermittelt ein lebendiges Gefühl für den Ort. Dreidimensionale Charaktere werden lebendig, wenn Harry ihre Stärken und Schwächen einfühlsam schildert … Dies ist ein wunderschön und einfühlsam geschriebener Roman mit einem fürsorglichen, intelligenten Protagonisten.“ Publishers Weekly nennt die Versnovelle ‚eine starke und bewegende Coming-of-Age Geschichte‘ und empfiehlt diese für ein Alter ab 12 Jahren.

## Auszeichnungen
By the River wurde 2005 mit dem Children's Book Council of Australia Honor Book Award ausgezeichnet. 2019 erhielten der Autor Steven Herrick und der Übersetzer Uwe-Michael Gutzschhahn gemeinsam für Ich weiß, heute Nacht werde ich träumen den Katholischen Kinder- und Jugendbuchpreis.

## Referenzen
Ich glaube, heute Nacht werde ich träumen wird in dem literarischen Nachschlagewerk 1001 Kinder- und Jugendbücher – Lies uns, bevor Du erwachsen bist! für die Altersstufe 12+ Jahre empfohlen.

## Ausgaben
- By the River. Allen & Unwin, Australia 2004 (englisch).
- Ich weiß, heute Nacht werde ich träumen. Thienemann Verlag, Stuttgart 2018.